# 28571 Hannahlarson
28571 Hannahlarson è un asteroide della fascia principale. Scoperto nel 2000, presenta un'orbita caratterizzata da un semiasse maggiore pari a 2,3033035 UA e da un'eccentricità di 0,1088154, inclinata di 7,22268° rispetto all'eclittica.